# 신뢰의 원칙
| |
| 형법 刑法 |
| 형법학 · 범죄 · 형벌 죄형법정주의 |
| 범죄론 |
| 구성요건 · 실행행위 · 부작위범 간접정범 · 미수범 · 기수범 · 중지범 불능범 · 상당인과관계 고의 · 고의범 · 착오 과실 · 과실범 공범 · 정범 · 공동정범 공모공동정범 · 교사범 · 방조범 |
| 항변 |
| 위법성조각사유 · 위법성 · 책임 · 책임주의 책임능력 · 심신상실 · 심신미약 · 정당행위 · 정당방위 · 긴급피난 · 오상방위 · 과잉방위 · 강요된 행위                                     |
| 죄수 |
| 상상적 경합 · 연속범 · 병합죄 |
| 형벌론 |
| 사형 · 징역 · 금고 벌금 · 구류 · 과료 · 몰수 법정형 · 처단형 · 선고형 자수 · 작량감경 · 집행유예                                                                                  |
| 대인범죄 |
| 폭행죄 · 상해치사죄 · 절도죄 |
| 성범죄 · 성매매알선 · 강간죄 |
| 유괴 · 과실치사상죄 · 살인죄 |
| 대물범죄 |
| 손괴죄 · 방화죄 |
| 절도죄 · 강도죄 · 사기죄 |
| 사법절차 방해죄 |
| 공무집행방해죄 · 뇌물죄 |
| 위증죄 · 배임죄 |
| 미완의 범죄 |
| 시도 · 모의 · 공모 |
| 형법적 항변 |
| 자동증, 음주 & 착오 |
| 정신 이상 · 한정책임능력 |
| 강박 · 필요 |
| 도발 · 정당방위 |
| 다른 7법 영역 |
| 헌법 · 민법 · 형법 |
| 민사소송법 · 형사소송법 · 행정법 |
| 포털: 법 · 법철학 · 형사정책 |
| v • d • e • h |

신뢰의 원칙(信賴- 原則)은 교통규칙을 자발적으로 준수하는 운전자는 다른 사람도 교통규칙을 준수할 것이라고 신뢰하는 것으로 족하고 다른 사람이 비이성적인 행동을 하거나 규칙을 위반하여 행동하는 것을 미리 예견하여 조치할 의무는 없다는 형법상의 법리이다. 신뢰의 원칙은 허용된 위험의 특별한 경우로서 사회생활상 요구되는 객관적 주의의무에 대한 한계를 그음으로써 과실범의 구성요건해당성을 배제하는 원칙이다.

## 판례
- 버스운전자가 40m 전방 우측에 어린아이가 같은 방향으로 걸어가고 있음을 목격한 경우에 운전자는 그 아이가 진행하는 버스 앞으로 느닷없이 튀어나올 수 있음을 예견하고 주의의무 해야한다.[1]
- 고속도로를 무단횡단하는 보행자를 충격하여 사고를 발생시킨 경우라도 운전자가 상당한 거리에서 보행자의 무단횡단을 미리 예상할 수 있는 사정이 있었고, 그에 따라 즉시 감속하거나 급제동하는 등의 조치를 취하였다면 보행자와의 충돌을 피할 수 있었다는 등의 특별한 사정이 인정되는 경우에만 자동차 운전자의 과실이 인정될 수 있다.[2]
- 의사와 간호사 사이처럼 분업적 공동관계가 인정될지라도 수직적 분업관계일 경우에는 신뢰의 원칙이 적용되지 않는다.[3]
- 중앙선 침범 행위를 불처벌 예외사유로 규정하고 있는 이유 중의 하나가 반대차선을 운행중인 운전자의 신뢰를 보호하려는 데 있다 하여서 중앙선 침범사고는 반대차선 차량 운전자의 신뢰와 어긋난 운행으로 사고를 일으킨 경우에 한하여 적용하여야 한다고 볼 수 없다.[4]

## 같이 보기
- 신뢰보호의 원칙

## 참고 문헌
- 손동권, 『체계적 형법연습』, 율곡출판사, 2005. (ISBN 8985177915)
- 조상제, 판례평석 : 교통사고에서 신뢰의 원칙의 적용제한사례 해석, 비교형사법연구, Vol.4 No.1, [2002]